# گمینا شپراو
گمینا شپراو (به لهستانی:  Gmina Siepraw) یک گمینا در لهستان است که در شهرستان مشلنگتسه واقع شده‌است. گمینا شپراو ۳۱٫۹۲ کیلومتر مربع مساحت و ۷٬۸۰۹ نفر جمعیت دارد.